# Titularbistum Cassiope
Cassiope war ein Titularerzbistum der römisch-katholischen Kirche.
Es geht zurück auf ein früheres Bistum in der römischen Provinz Macedonia bzw. Epirus Vetus im heutigen Albanien.
| Titularerzbischöfe von Cassiope |                                |                                                                                |                   |                 |
| Nr.                             | Name                           | Amt                                                                            | von               | bis             |
| 1                               | Philippe-Prosper Augouard CSSp | Apostolischer Vikar von Französisch-Oberkongo oder Ubanghi (Französisch-Kongo) | 30. November 1915 | 3. Oktober 1921 |
| 2                               | Primo Bianchi                  | Alterzbischof von Durrës (Fürstentum Albanien/Republik Albanien)               | 12. Juni 1922     | 19. August 1927 |